# コアジサイ
コアジサイ（小紫陽花、学名： Hydrangea hirta ）は、アジサイ科アジサイ属の落葉低木。別名、シバアジサイ（柴紫陽花）ともよばれる。アジサイよりも全体に小さく、花序には装飾花がないのが特徴である。

## 特徴
落葉広葉樹の低木で、よく枝分かれして株立ちし、樹高は1 - 1.5メートル (m) になる。 樹皮は灰褐色から茶褐色で縦に裂けて薄く剥がれる。枝は紅紫色で毛が生えている。葉に長さ1.2 - 4センチメートル (cm) になる葉柄があり、枝に対生する。葉の形は卵形から倒卵形で、先は鋭尖形、基部は円形または広いくさび形になり、長さ5 - 8.5 cmになる。葉縁は規則的で大きな鋸歯がつき、葉の表面、裏面ともに毛が散生し、芽吹いた葉にも毛が多い。秋になると葉が黄葉する。本種はアジサイ類の中でも特に黄色が濃く鮮やかに紅葉するので、暗い林内でも大変よく目立つ。
花期は6 - 7月で、径5 cmほどの花序を枝先に複散房状につける。アジサイ属に特徴的な装飾花はなく、すべてが普通花で両性花だけからなるのが特徴で、白色から淡青色の5弁花が密集する。1つの花は直径約4ミリメートル (mm) で、雄蕊が10本つく。果実は直径3 mmほどの蒴果で、萼片が残る。
冬芽は、側芽の先端が内側に曲がって枝に対生し、枝先の頂芽は小さい。頂生側芽は大きく、頂芽2つついているように見える。冬芽を包んでいる芽鱗は5 - 6枚つき、毛がある。側芽のすぐ下にある葉痕は三角形やV字形で、維管束痕が3個つく。冬でも果序や枯れ葉が残ることもある。

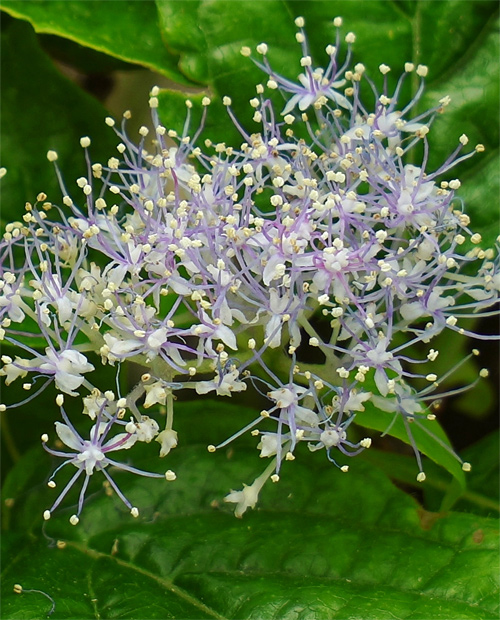
花
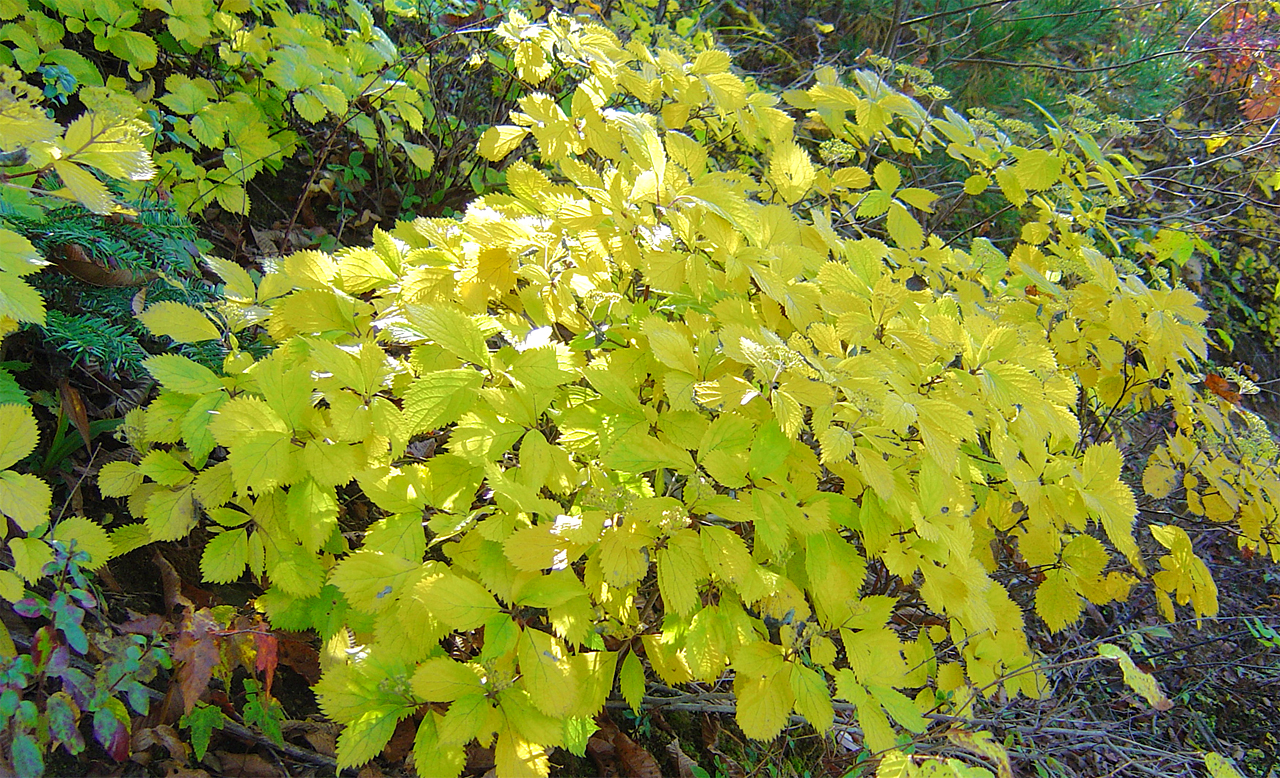
秋の黄葉

## 分布と生育環境
日本固有種で、本州の関東地方以西、四国、九州に分布し、低地や山地、丘陵など山野の明るい林内や林縁などに自生する。
本種は山野の自生種は珍しくないが、栽培は困難である。そのため本種に代わって栽培が容易で、花が似て花づきがよりよいオクタマコアジサイ（ガクウツギとコアジサイの交雑種）がコアジサイと称して栽培されることも多い。